# Île McMicken
L'île McMicken est une île de l'État de Washington dans le comté de Mason, aux États-Unis.

## Description
Située dans le sud du Puget Sound, elle s'étend sur environ 500 m de longueur pour une largeur d'à peu près 160 m.